# Тайдер, Сафир
Сафи́р Слити́ Тайде́р (араб. سفير سليطي تايدر‎, фр. Saphir Sliti Taïder; род. 29 февраля 1992, Кастр, Тарн) — алжирский и французский футболист, полузащитник. Выступал за национальную сборную Алжира.

## Карьера
Сафир начинал свою карьеру в молодёжной команде своего родного города.
В 2008 году он стал игроком молодёжной команды «Гренобля», а в 15 мая 2010 года дебютировал за клуб в высшем дивизионе в матче против «Марселя». Всего за «Гренобль» он провёл двадцать шесть встреч и забил один гол.
В 2011 году, после того как «Гренобль» обанкротился и был отправлен в пятый дивизион, игрок перешёл в «Болонью». В итальянском клубе Тайдер провёл два сезона и привлёк внимание такого клуба, как «Интернационале».
В 2013 году Сафир стал игроком «Интернационале», сумма трансфера составила 5,5 миллионов евро. Его дебют за «нерадзурри» состоялся 26 августа в матче против «Дженоа».
6 августа 2014 года отправился в аренду на один сезон в «Саутгемптон» в обмен на Дани Освальдо, но 1 сентября договор аренды был расторгнут.
31 августа 2015 года Тайдер вернулся в «Болонью», клуб взял его в двухлетнюю аренду с опцией выкупа.
22 января 2018 года Тайдер подписал с клубом MLS «Монреаль Импакт» контракт по правилу назначенного игрока на три года, из которых первые два — аренда, с опцией продления ещё на один год. В североамериканской лиге дебютировал 7 марта 2018 года в матче первого тура сезона против «Ванкувер Уайткэпс». 28 апреля 2018 года в матче против «Атланты Юнайтед» забил свой первый гол в MLS. По окончании сезона 2019 «Монреаль Импакт» подписал с Тайдером постоянный двухлетний контракт.
14 октября 2020 года Тайдер перешёл в клуб чемпионата Саудовской Аравии «Аль-Айн».

## Карьера в сборной
Сафир на юношеском и молодёжном уровнях представлял Францию.
За национальную сборную Алжира он результативно дебютировал 26 марта 2013 года в игре против сборной Бенина.
В июне 2014 года включён тренером Вахидом Халилходжичем в состав сборной для участия в финальном турнире чемпионата мира 2014. На турнире принял участие в двух матчах — игре группового турнира против Бельгии и матче 1/8 финала с Германией.
Дошёл со сборной Алжира до 1/8 финала чемпионата мира в Бразилии.

## Личная жизнь
Отец Сафира — тунисец, а мать — алжирка. Старший брат, Набиль Тайдер, также футболист, предпочёл выступать за сборную Туниса.